# Pygophora flavida
Pygophora flavida är en tvåvingeart som beskrevs av Crosskey 1962. Pygophora flavida ingår i släktet Pygophora och familjen husflugor. Inga underarter finns listade i Catalogue of Life.